# Emma Blocksage
Emma Blocksage (ur. 28 kwietnia 1979) – brytyjska modelka.
Kariera Emmy rozpoczęła się w 1995 roku, po wygraniu konkursu dla modelek Elite Model Look agencji Elite. Po konkursie podpisała kontrakty w Londynie, Paryżu i Mediolanie. Pierwszym poważnym zleceniem Emmy był mediolański pokaz D&G w 1995 roku. W drugiej połowie lat 90. była w czołówce brytyjskich modelek, obok: Kate Moss, Naomi Campbell, Jade Parfitt, Yasmin Le Bon oraz Kirsty Hume. Brała udział w kampaniach reklamowych: Argentovivo, Debenhams, Giant oraz Love Sex Money. Pojawiała się na okładkach: Elle oraz Cosmopolitan.